# ガストン・ベルジェ
ガストン・ベルジェ（Gaston Berger、1893年10月1日 - 1960年11月13日）は、フランスの哲学者、実業家、行政官。おもにフッサールに関する研究と、性格学（characterology）に関する業績について知られている。

## 略歴
セネガルのサンルイ生まれ。1930年代には肥料工場の経営を行っていた。のちにパリにて、“Centre Universitaire International et des Centres de Prospective ”を開設し、哲学部門の指導にあたった。
1953年から1960年、フランスの国民教育省の高等教育部門の部長として、フランスの大学教育の近代化に貢献した。1956年にはパリ企業経営学院(IAE de Paris)、1957には国立リヨン応用科学院（INSA de Lyon）を創設している。
セネガルのサンルイのガストン・ベルジェ大学は彼の名に由来している。

## おもな著書
- Recherches sur les conditions de la connaissance, Paris, PUF, 1941, PUF
- Le Cogito dans la philosophie de Husserl, Paris, Aubier, 1941
- Traité pratique d’analyse du caractère, Paris, PUF, 1950
- Questionnaire caractérologique, PUF, Paris, 1950
- Caractère et personnalité, Paris, PUF, 1954